# Asilidotachina elongata
Asilidotachina elongata là một loài ruồi trong họ Tachinidae.